# Virtus Pallacanestro Bologna
La Virtus Pallacanestro Bologna és un club italià de basquetbol de la ciutat de Bolonya. La temporada 2019-2020 participa en la lliga italiana i en l'Eurocup.

## Història
L'històric club de Bolonya va ser fundat el 1922 i és per palmarès un dels clubs més prestigiosos d'Itàlia i Europa. Ha guanyat 15 lligues italianes, 8 copes, 2 Eurolligues i 1 Recopa d'Europa com a títols més destacats. Ha estat conegut pel nom comercial dels diferents patrocinadors que ha tingut com ara: Sinudyne, Granarolo, Knorr, Buckler i Kinder.

## Jugadors històrics
- Roberto Brunamonti
- Sasha Danilovic
- Emanuel Ginobili
- Antoine Rigaudeau
- Claudio Coldebella
- Marko Jaric
- Zoran Savic
- Walter Magnífico

## Entrenadors històrics
- Ettore Messina
- Dan Peterson

## Palmarès
- 2 Eurolliga de bàsquet: 1997-98, 2000-01.
- 1 Recopa d'Europa de bàsquet: 1989-90.
- 15 Lliga italiana de bàsquet: 1946, 1947, 1948, 1949, 1955, 1959, 1976, 1979, 1980, 1984, 1993, 1994, 1995, 1998, 2001.
- 8 Copa italiana de bàsquet: 1974, 1984, 1989, 1990, 1997 1999, 2001, 2002.
- 1 Supercopa italiana de bàsquet: 1995.